# Balanceiro
O balanceiro (português europeu) ou balancim (português brasileiro) No contexto de um motor de combustão interna, um balancim é um componente do trem de válvulas que normalmente transfere o movimento de um pushrod para a válvula de admissão/escape correspondente.
Os balancins em automóveis são tipicamente feitos de aço estampado, ou alumínio em aplicações de maior rotação. Alguns balancins (chamados balancins de rolo) incluem um rolamento no ponto de contato, para reduzir o desgaste e o atrito no ponto de contato.

## Visão geral
No caso de uso típico de um motor de válvula à cabeça (pushrod), o eixo de comando na parte inferior do motor empurra o pushrod para cima. A parte superior do pushrod pressiona para cima em um lado do balancim (localizado na parte superior do motor), o que faz com que o braço basculante gire. Essa rotação faz com que a outra extremidade do balancim pressione para baixo na parte superior da válvula, o que abre a válvula movendo-a para baixo.
Um balancim de rolos é um balancim que usa rolamentos de agulha (ou uma única esfera de rolamento em motores mais antigos) no ponto de contato entre o balancim e a válvula, em vez de deslizar de metal sobre o metal. Isso reduz o atrito, o desgaste irregular e o "boca-de-sino" da guia da válvula.  Os balancins de rolo também podem ser usados em motores de cames aéreos. No entanto, estes geralmente têm o rolo no ponto em que o lóbulo da câmara entra em contato com o balancim, em vez de no ponto em que o balancim entra em contato com a haste da válvula.
O atrito pode ser reduzido no ponto de contato com a haste da válvula por uma ponta de rolete. Um arranjo semelhante transfere o movimento através de outra ponta de rolo para um segundo balancim. Isso gira em torno do eixo do balancim e transfere o movimento através de um tappet para a válvula.
Alguns motores de árvore de cames à cabeça empregam balancins curtos, também conhecidos como dedos, em que o lóbulo do comando empurra para baixo (em vez de para cima) o balancim para abrir a válvula. Neste tipo de balancim, o fulcro está na extremidade e não no meio, enquanto a câmara atua no meio do braço. A extremidade oposta abre a válvula. Esses tipos de balancins são particularmente comuns em motores de árvore de cames à cabeça, e são frequentemente usados em vez de torneiras diretas. Esta configuração de balancim é empregada em motores SOHC como Ford 5.4 L 3v e Ford Zetec RoCam.

## Relação Rocker
A razão do balancim é a distância percorrida pela válvula dividida pela distância percorrida pelo pushrod efetivo. A relação é determinada pela razão das distâncias entre o ponto de pivô do balancim e o ponto em que ele toca a válvula e o ponto em que ele toca o pushrod/árvore de cames. Uma relação de balancim maior que um aumenta essencialmente a elevação do eixo de comando.

O design automotivo atual favorece relações de braço basculante de cerca de 1,5:1 a 1,8:1. No entanto, no passado, relações positivas menores foram usadas, incluindo uma proporção de 1:1 (neutra) em muitos motores antes da década de 1950, e relações menores que 1 (elevação da válvula menor do que a elevação do came) também foram usadas às vezes.